# Johannes Köndgen
Johannes Köndgen (* 1. Mai 1946 in Freudenstadt) ist ein deutscher Jurist und Hochschullehrer an der Rheinischen Friedrich-Wilhelms-Universität Bonn.

## Leben
Nach dem Studium der Rechtswissenschaften in Berlin und Tübingen promovierte Köndgen 1976 über ein Thema aus dem Deliktsrecht. Die Habilitation erfolgte 1981 an der Universität Tübingen. Köndgen war zunächst Professor an der Universität Hamburg, dann ordentlicher Professor für Zivilrecht und Zivilprozessrecht an der Universität Hannover und danach Professor für Privatrecht, Handelsrecht und Rechtsvergleichung an der Hochschule St. Gallen (Schweiz). Seit 1995 ist er Professor für Rechtsvergleichung und Internationales Privatrecht an der Rheinischen Friedrich-Wilhelms-Universität Bonn und Direktor des dortigen Instituts für Internationales Privatrecht und Rechtsvergleichung.
Gastprofessuren führten ihn 1994 an die University of Florida in Gainesville, 1996 an die University of Oxford (Centre for the Advanced Study of European and Comparative Law) und 1998/99 an die Robert-Schuman-Universität Strasbourg.
Seit 1989 ist Köndgen Herausgeber der von Hartmut Schmidt und ihm gegründeten Zeitschrift für Bankrecht und Bankwirtschaft (ZBB).

## Forschungsschwerpunkte
Forschungsschwerpunkte liegen im Bankrecht, Investmentrecht sowie in der Rechtsvergleichung und der Rechtsökonomik.

## Schriften
- Haftpflichtfunktionen und Immaterialschaden am Beispiel von Schmerzensgeld bei Gefährdungshaftung, Duncker & Humblot Berlin, 1976, ISBN 3-428-03665-4.
- Selbstbindung ohne Vertrag – zur Haftung aus geschäftsbezogenem Handeln, Mohr Siebeck, Tübingen, 1981, ISBN 3-16-644362-2
- Zur Theorie der Prospekthaftung, Verlag Otto Schmidt Köln, 1983, ISBN 3-504-40011-0
- Neue Entwicklungen im Bankhaftungsrecht, RWS-Verlag Köln, 1987, ISBN 3-8145-5001-3
- Gewährung und Abwicklung grundpfandrechtlich gesicherter Kredite, RWS-Verlag Köln, 3. Auf. 1994, ISBN 3-8145-1182-4
- Einbeziehung Dritter in den Vertrag, Verlag Versicherungswirtschaft Karlsruhe, 1999, ISBN 3-88487-758-5
- Die vorzeitige Rückzahlung von Festzinskrediten – eine rechtsvergleichende und ökonomische Analyse, Knapp Verlag Frankfurt, 2000, ISBN 3-7819-0651-5
- (mit Schmies) Das Investmentgeschäft, in: Schimansky/Bunte/Lwowski (Hrsg.), Bankrechts-Handbuch, Bd. 2, Verlag C.H. Beck München, 4. Aufl. 2011, ISBN 978-3-406-61813-0